# 我还有话要说
《我还有话要说》是一部中文电影，取材自2008年造成6人死亡的杨佳袭警案。该电影被中華人民共和國政府認定為冒犯，且足以對国家形象造成損害，遂下令禁播。

## 制作背景
2008年发生的杨佳袭警案在中国造成轰动，案件的审理也引来了各方的关注，其中律师问题和杨佳母亲疑似被绑架问题引起了质疑。在香港工作的中国电影导演应亮之后希望以此拍摄一部电影，并于2012年1月获得韩国全州影展资助，影片得以完成，版权则为全州影展所有。
影片于2012年4月28日在韩国全北大學首映，约有千名观众。

## 故事梗概
影片并不着眼于杨佳袭警案本身，而是聚焦于事发后杨佳母亲的遭遇。杨佳母亲案件发生后被送入精神病医院5个月，直至杨佳已被判死刑，母亲赶到上海见到了儿子最后一面，法官则哄骗她回家去搜集帮助杨佳脱罪的证据。剧情的侧重点在杨佳母亲回家后的两天半，她努力地收集证据，写申述，见律师，给儿子准备过冬的衣物，直至两天半后，有媒体告诉她，当天上午杨佳已经被执行了死刑，影片至此结束。据导演称，电影的中心人物是杨佳的母亲，导演试图展现他特别被感动的部分，与观众分享其内心的情感。电影名称则来源于杨佳母亲的一句台词，即对法官讲“我还有话要说”。

## 中国政府封杀
中国大陆网站豆瓣网曾有影片页面，但很快遭到删除。
根据《大纪元时报》的报道，上海市政府为了封杀《我还有话要说》，开价5500万元人民币，希望向拥有版权的韩国全州影展购买影片，但遭拒绝。
导演应亮接受雷霆881访问，以及通过Facebook声明指出，中国政府曾提出购买版权并试图阻止影片播放，其本人也被上海市政府外联办的人员约谈，指影片与事实不符。他表示，公安、国保、国安曾多次造访其家人。如政府认为影片与事实不符，则希望政府能公开官方所认为的真相是如何。
至于中国政府开价5000万人民币购买影片版权的说法，应亮在Facebook中引用Ji-Hoon Jo的说法进行澄清，即中国政府的确有购买的提议，但是并未提出价格。而全州影展主席在开幕式上确实表示“中国政府出价100亿韩元（折合5000万人民币）希望购买影片”（Chinese government offered us 10,000,000,000 won to buy the film）
，表达之意应当是：即便中国政府出价100亿韩元，全州影展亦不会卖。

## 获奖情况
第65届瑞士罗加诺国际电影节最佳导演奖、最佳女主角奖。